# Pila alcalina recarregable
Una bateria alcalina recarregable, o també alcalina recarregable de manganès - RAM (de l'anglès: rechargeable alkaline manganese), és un tipus de bateria alcalina que permet fer-ne un ús amb múltiples recàrregues repetides.
La tecnologia alcalina recarregable de primera generació va ser desenvolupada per Battery Technologies Inc al Canadà i amb llicència per Pure Energy, EnviroCell, Rayovac i Grandcell, posteriorment foren introduïts alguns avenços en la tecnologia, afegint-hi una patent.

## Característiques

Esquema d'una pila alcalina recarregable.

Les piles alcalines recarregables es fabriquen en l'estat de càrrega completa i la conserven llarg temps. La seva capacitat és d'aproximadament 2/3 la de les piles alcalines primàries. Per construcció, són piles seques, completament segellades i no requereixen manteniment.
A mesura que es descarrega una bateria alcalina, els productes químics dins de la bateria reaccionen per crear un corrent elèctric. A mesura que s'acumulen els productes químics de la reacció, la bateria ja no pot subministrar el corrent adequat i la bateria s'esgota. Al conduir un corrent a través de la bateria en sentit invers, l'equilibri es pot desplaçar cap als reactius originals. Les diferents bateries es basen en diferents reaccions químiques. Algunes reaccions són fàcilment reversibles, d'altres no. Les reaccions utilitzades en la majoria de les bateries alcalines entren en aquesta última categoria. Tanmateix, el zinc metàl·lic generat per la conducció d'un corrent invers a través de la cel·la generalment no tornarà a la seva ubicació original i pot formar cristalls que danyin la capa del separador entre l'ànode de la bateria i l'electròlit.

## Impacte ambiental
Les piles alcalines recarregables tenen una alta eficiència de recàrrega i al poder-se'n fer un ús repetit tenen un menor impacte ambiental que les piles d'un sol ús., apart que Segons les pàgines web d'EnviroCell i PureEnergy i d'acord amb l'envàs antic de Rayovac, les bateries alcalines recarregables d'aquests fabricants no tenen mercuri ni cadmi.

## Formats

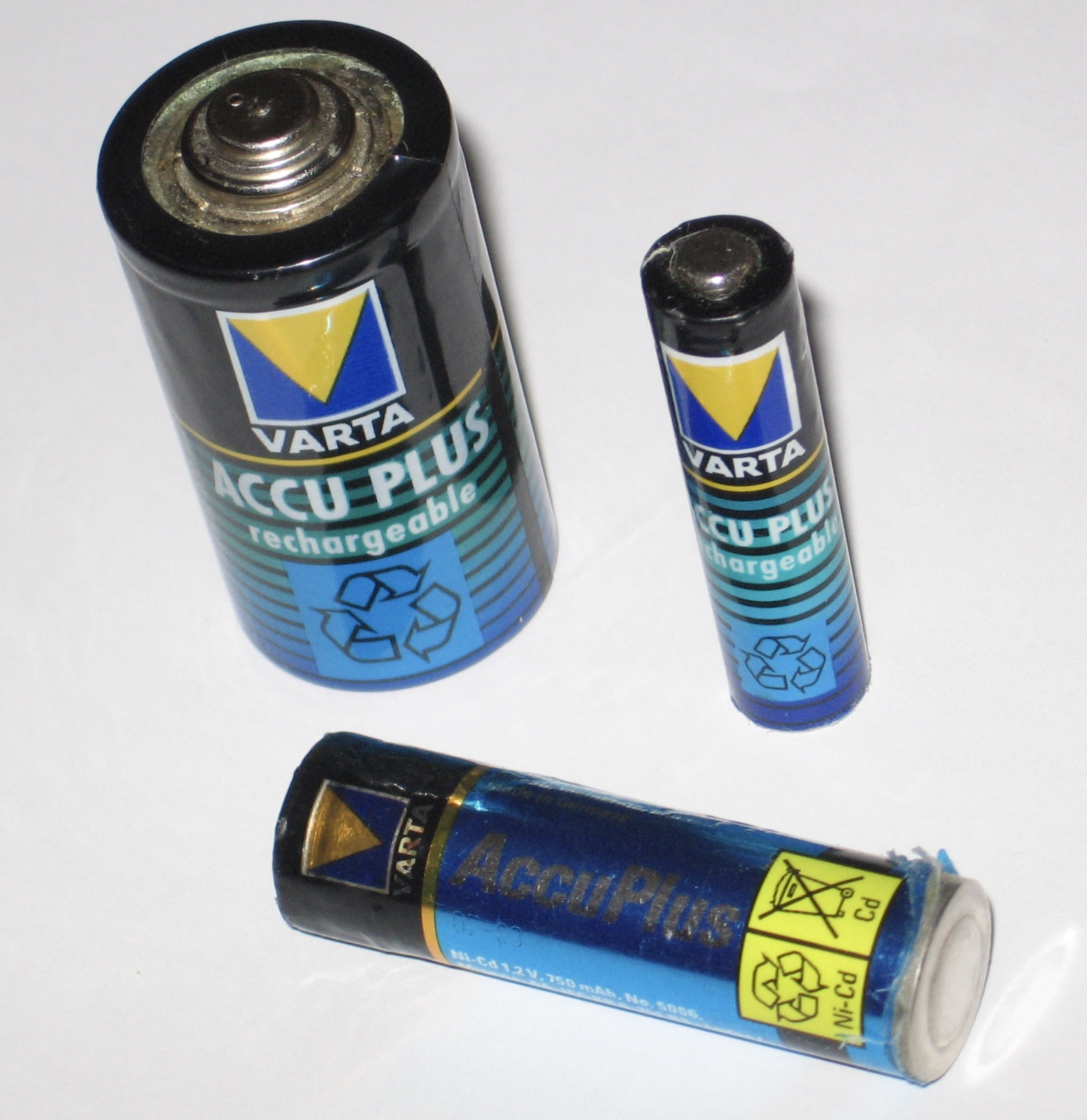
Acumuladors de NiCd de 1,2v (tipus C, AA i AAA)

Els formats comercialitzats inclouen els AAA, AA, C, D i les bateries de clip (snap-on) de 9 volts. Les piles alcalines recarregables es fabriquen totalment carregades i tenen la capacitat de mantenir la seva càrrega durant anys, al contrari de les de NiCd i NiMH, que es descarreguen per sí soles amb el pas del temps.

## Comparació amb altres bateries recarregables
Les piles alcalines recarregables tenen una cicle de vida limitat, que es veu afectat per una descàrrega profunda; el primer cicle dona la major capacitat, i si una pila es descarrega totalment només pot proporcionar 20 cicles. L'energia disponible en cada cicle disminueix. Igual que les cèl·lules alcalines primàries, tenen una resistència interna relativament alta, per la qual cosa no són aptes per a subministrar un corrent elevat (per exemple, una aplicació que descarregui la seva capacitat total en una hora).
Les piles alcalines recarregables van mostrar un lleuger augment de vendes el 2016 i s'espera que mantinguin la seva participació fins a l'any 2020, però les recarregables de liti mostren el creixement més significatiu. A diferència de les bateries alcalines recarregables, les bateries NiMH poden suportar des d'uns centenars fins a mil (o més) cicles de descàrrega profunda, cosa que resulta en una llarga vida útil; la seva limitació és ara més aviat per l'edat que per els cicles. La capacitat de les bateries de NiMH és molt similar a la de les bateries alcalines. A diferència de totes les bateries alcalines (recarregables o no), la resistència interna és baixa. Això els fa adequades per a aplicacions d'alt consum.

## Recàrrega de piles alcalines d'un sol ús

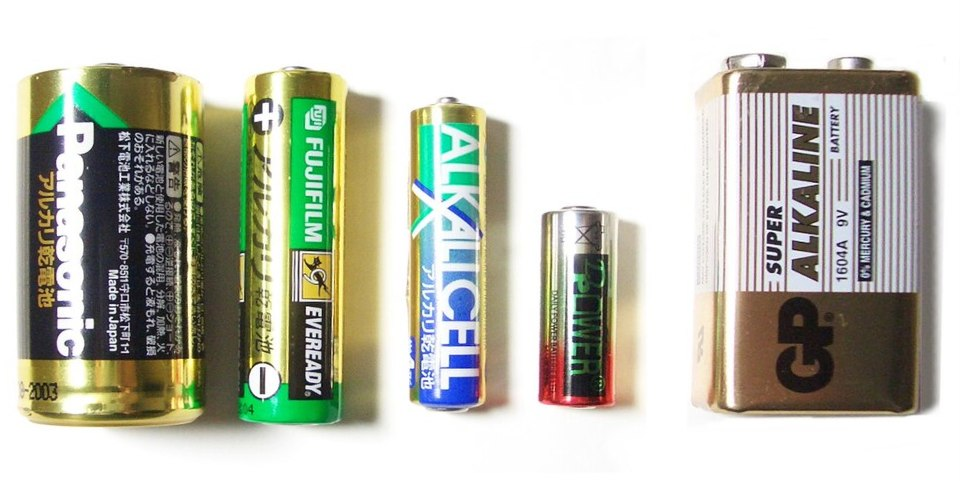
Piles alcalines d'un sol ús.

Els fabricants de piles no recomanen la recàrrega de les piles alcalines d'un sol ús, i adverteixen que pot ser perillós. Intentar recarregar una bateria alcalina descarregada pot provocar la producció de gas dins del recipient. Com que normalment la pila està segellada, la pressió generada per l'acumulació ràpida de gas pot obrir el segell d'alleujament de pressió i provocar fuites d'electròlit. L'hidròxid de potassi de l'electròlit és corrosiu i pot causar lesions i danys, especialment en els contactes de la bateria de l'equip que les utilitza.
Tot i aquest consell, es recarreguen bateries alcalines, i es venen carregadors dissenyats amb aquesta finalitat. La capacitat de recàrrega d'una bateria alcalina en aquest escenari disminueix amb la quantitat de recarregues, fins que després de prop de deu cicles ja no es pot recarregar. El corrent directe d'ona baixa no és adequat per a recarregar bateries alcalines d'un sol ús; es més adequat un corrent d'impulsos d'una frequencia de 40 a 200 impulsos per segon, amb un cicle de treball del 80%.
La càrrega per impulsos sembla reduir el risc d'electròlit, (normalment hidròxid de potassi - KOH). S'empra un corrent de càrrega baix per evitar la producció de gasos que poden espatllar la cel·la. Les piles totalment esgotades es recarreguen amb menys èxit que les piles parcialment descarregades, especialment si s'han emmagatzemat en un estat descàrrega total, per això els fabricants d'aquests carregadors no anuncien poder recarregar les piles totalment descarregades. Les piles que han filtrat l'electròlit cap a fora són un perill per a la seguretat i no són adequades per a la seva reutilització.